# Liste der Premierminister von Togo
Dies ist eine Liste der Premierminister von Togo.

## Autonome Republik Togoals Französisches Mandatsgebiet (1956–1958)
| Nr. | Bild | Name (Lebensdaten)                 | Amtszeit           | Amtszeit         | Partei |
| Nr. | Bild | Name (Lebensdaten)                 | Beginn             | Ende             | Partei |
| --- | ---- | ---------------------------------- | ------------------ | ---------------- | ------ |
| 1   |      | Nicolas Grunitzky (* 1913; † 1969) | 10. September 1956 | 22. Februar 1958 | PTP    |

## Republik Togoals Französisches Mandatsgebiet (1958–1960)
| Nr. | Bild | Name (Lebensdaten)                 | Amtszeit         | Amtszeit       | Partei |
| Nr. | Bild | Name (Lebensdaten)                 | Beginn           | Ende           | Partei |
| --- | ---- | ---------------------------------- | ---------------- | -------------- | ------ |
| (1) |      | Nicolas Grunitzky (* 1913; † 1969) | 22. Februar 1958 | 16. Mai 1958   | PTP    |
| 2   |      | Sylvanus Olympio (* 1902; † 1963)  | 16. Mai 1958     | 27. April 1960 | CUT    |

## Republik Togo (ab 1960)
| Nr.                                                    | Bild       | Name (Lebensdaten)                | Amtszeit           | Amtszeit           | Partei     |
| Nr.                                                    | Bild       | Name (Lebensdaten)                | Beginn             | Ende               | Partei     |
| ------------------------------------------------------ | ---------- | --------------------------------- | ------------------ | ------------------ | ---------- |
| (2)                                                    |            | Sylvanus Olympio (* 1902; † 1963) | 27. April 1960     | 12. April 1961     | CUT        |
| Amt abgeschafft vom 12. April 1961 bis 27. August 1991 |            |                                   |                    |                    |            |
| 3                                                      |            | Joseph Kokou Koffigoh (* 1948)    | 27. August 1991    | 23. April 1994     | CFN        |
| 4                                                      |            | Edem Kodjo (1938–2020)            | 23. April 1994     | 20. August 1996    | UTD        |
| 5                                                      |            | Kwassi Klutse (1945–2024)         | 20. August 1996    | 21. Mai 1999       | RPT        |
| 6                                                      |            | Eugene Koffi Adoboli (1934–2025)  | 21. Mai 1999       | 31. August 2000    | RPT        |
| 7                                                      |            | Agbéyomé Messan Kodjo (1954–2024) | 31. August 2000    | 29. Juni 2002      | RPT        |
| 8                                                      |            | Koffi Sama (* 1944)               | 29. Juni 2002      | 9. Juni 2005       | RPT        |
| (4)                                                    | Edem Kodjo | Edem Kodjo (1938–2020)            | 9. Juni 2005       | 20. September 2006 | CPP        |
| 9                                                      |            | Yawovi Agboyibo (1943–2020)       | 20. September 2006 | 6. Dezember 2007   | CAR        |
| 10                                                     |            | Komlan Mally (* 1960)             | 6. Dezember 2007   | 8. September 2008  | RPT        |
| 11                                                     |            | Gilbert Houngbo (* 1961)          | 8. September 2008  | 23. Juli 2012      | parteilos  |
| 12                                                     |            | Kwesi Ahoomey-Zunu (* 1958)       | 23. Juli 2012      | 10. Juni 2015      | CPP / UNIR |
| 13                                                     |            | Komi Sélom Klassou (* 1960)       | 10. Juni 2015      | 28. September 2020 | UNIR       |
| 14                                                     |            | Victoire Tomegah Dogbé (* 1959)   | 28. September 2020 | 3. Mai 2025        | UNIR       |
| 15                                                     |            | Faure Gnassingbé (* 1966)         | 3. Mai 2025        | amtierend          | UNIR       |